# Christoph Scheiner

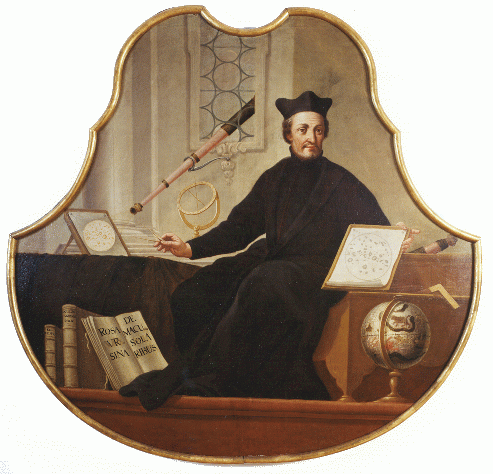
Christoph Scheiner.

Christoph Scheiner, född 1575 i Walda vid Mindelheim i Schwaben, död den 18 juli 1650 i Neisse, var en tysk astronom.
Scheiner ingick 1595 i jesuitorden, var 1610-16 professor i Ingolstadt, under kortare tider även i Innsbruck och Freiburg im Breisgau, vistades 1624-33 i Rom och 1633-39 i Wien samt var därefter rektor för jesuitkollegiet i Neisse. Scheiner var en av dem, som först iakttog solfläckarna; men då han för ordensprovinsialen omtalade denna upptäckt, gjord i Ingolstadt i mars eller april 1611, fick han sig ålagt att tiga därmed. Utan författarens vetskap offentliggjordes dock hans anteckningar av Marcus Welser i Augsburg, i två skrifter: Tres epistolae de maculis solaribus scriptce ad Marcum Velserum (1612) och De maculis solaribus et stellis circa Jovem errantibus accuratior disquisitio (samma år). På grund av sistnämnda skrift råkade Scheiner i en prioritetsstrid med Galilei. Resultaten av sina fortsatta forskningar nedlade han i arbetet Rosa ur sina, sive sol ex admirando jacularum et macularum suarum phaenomeno varius et cetera (1626-30). Nämnas bör även Scheiners fysiologisk-optiska undersökningar, nedlagda i Oculus, hoc est fundamentum opticum et cetera (1619).